# La flûte indienne
La flûte indienne es un disco de estudio de Los Calchakis, grabado en 1966 con el sello Barclay, filial de la casa francesa ARION. En esta ocasión, Los Calchakis contaron con la importante colaboración del quenista francés Guillermo de la Roca y de un conjunto campesino de origen venezolano llamado Los Guacharacos.
A raíz del éxito de este álbum, Los Calchakis grabaron un segundo trabajo titulado La flute indienne / Vol 2 poco después. En ambos discos, el grupo recoge una serie de melodías folklóricas en las que la flauta india o quena es el instrumento principal.
Hubo una segunda edición de este álbum que se tituló Découvrez L'Amérique Latine, con distinta portada pero idénticos temas.

## Lista de canciones
| N.º | Título                   | Música                                        | Duración |  |
| 1.  | «Pescadores (Dolencias)» | Víctor Valencia Nieto                         |          |  |
| 2.  | «Amores hallarás»        | Marco Vinicio Vendoya - Victor Manuel Salgado |          |  |
| 3.  | «El río blanqueño»       | Los Guacharacos                               |          |  |
| 4.  | «Motivos andinos +»      | Albaca                                        |          |  |
| 5.  | «La tinya»               |                                               |          |  |
| 6.  | «El cóndor pasa»         | danza de Daniel Alomía Robles                 |          |  |
| 7.  | «Destino +»              | Daruy                                         |          |  |
| 8.  | «Huayra muyhoj»          |                                               |          |  |
| 9.  | «El pajarillo»           | Tradicional Argentina                         |          |  |
| 10. | «Quiaqueñita»            | folklore                                      |          |  |
| 11. | «Carnaval salteño»       | carnavalito                                   |          |  |
| 12. | «El antechispa»          |                                               |          |  |
| 13. | «Danza azteca»           | Los Guacharacos                               |          |  |
| 14. | «Yaraví ++»              | yaraví andino                                 |          |  |
| 15. | «Llamerada ++»           | danza                                         |          |  |

+ Temas repetidos del álbum Au Perou avec Los Calchakis
++ Temas repetidos del álbum En Bolivie avec Los Calchakis

## Integrantes
- Héctor Miranda
- Ana María Miranda (Huaÿta)
- Guillermo de la Roca
- Joel Perri (Amaru)
- Nicolás Pérez González
- Gonzalo Reig